# امامزاده حسین اصغر
امامزاده حسین اصغر[شهر برزنون] بخش سرولایت شهرستان نیشابور در استان خراسان رضوی ایران است.